# Liste der denkmalgeschützten Objekte in Brand (Vorarlberg)
Die Liste der denkmalgeschützten Objekte in Brand enthält die 8 denkmalgeschützten, unbeweglichen Objekte der Gemeinde Brand im Bezirk Bludenz.

## Denkmäler
| Foto |                 | Denkmal                                                                           | Standort                                    | Beschreibung | Metadaten |
| ---- | --------------- | --------------------------------------------------------------------------------- | ------------------------------------------- | --- | --- |
| ja   | Datei hochladen | Sägewerk, Alte Säge HERIS-ID: 56775 Objekt-ID: 66352                              | Brand Standort KG: Brand                    | | BDA-Hist.: Q38073492 Status: § 2a Stand der BDA-Liste: 2025-06-30 Name: Sägewerk, Alte Säge GstNr.: .153/2, 971/1 Alte Säge (Brand)                                            |
| ja   | Datei hochladen | Mannheimer Hütte HERIS-ID: 242437seit 2024                                        | Brand (Mannheimer-Hütte) Standort KG: Brand | Die Schutzhütte des Deutschen und Österreichischen Alpenvereins wurde 1903–1905 errichtet. | BDA-Hist.: Q1890687 Status: Bescheid Stand der BDA-Liste: 2025-06-30 Name: Mannheimer Hütte GstNr.: .282, 1372/2 Mannheimer Hütte                                              |
| ja   | Datei hochladen | Kapelle, hl. Anna - Lourdeskapelle HERIS-ID: 56776 Objekt-ID: 66353               | Daleu Standort KG: Brand                    | Die hohe rechteckige Kapelle mit Satteldach und Glockenreiter wurde im Jahr 1709 erbaut. Im Chor wurde 1889 eine Lourdesgrotte errichtet. | BDA-Hist.: Q38073504 Status: § 2a Stand der BDA-Liste: 2025-06-30 Name: Kapelle, hl. Anna - Lourdeskapelle GstNr.: .110                                                        |
| ja   | Datei hochladen | Pfarrhof HERIS-ID: 56133 Objekt-ID: 65138                                         | Gufer 34 Standort KG: Brand                 | Der Pfarrhof bildet zusammen mit der Pfarrkirche, dem alten Schulhaus und einem nicht unter Denkmalschutz stehenden Walserhaus das sogenannte Walserensemble im historischen Ortskern von Brand.                                                           | BDA-Hist.: Q38070110 Status: § 2a Stand der BDA-Liste: 2025-06-30 Name: Pfarrhof GstNr.: .2                                                                                    |
| ja   | Datei hochladen | Kath. Pfarrkirche Mariä Himmelfahrt und Friedhof HERIS-ID: 56135 Objekt-ID: 65141 | Gufer 34, bei Standort KG: Brand            | Die gotische Kirche wurde von 1961 bis 1966 mit einem Zubau der Moderne nach den Plänen der Architekten Helmut Eisentle, Bernhard Haeckel und Leopold Kaufmann ergänzt.                                                                                    | BDA-Hist.: Q20754090 Status: § 2a Stand der BDA-Liste: 2025-06-30 Name: Kath. Pfarrkirche Mariä Himmelfahrt und Friedhof GstNr.: .1, 1/1 Mariä Himmelfahrt, Brand (Vorarlberg) |
| ja   | Datei hochladen | Altes Schulhaus HERIS-ID: 35604 Objekt-ID: 34391                                  | Gufer 36a Standort KG: Brand                | Das alte Schulhaus, in jüngerer Zeit revitalisiert und für Veranstaltungen adaptiert, bildet zusammen mit dem Pfarrhof, der Kirche und dem nicht unter Denkmalschutz stehenden Walserhus das sogenannte Walserensemble im historischen Ortskern von Brand. | BDA-Hist.: Q37965519 Status: Bescheid Stand der BDA-Liste: 2025-06-30 Name: Altes Schulhaus GstNr.: .13 Altes Schulhaus (Brand)                                                |
| ja   | Datei hochladen | Volksschule HERIS-ID: 74889 Objekt-ID: 88346                                      | Gufer 53 Standort KG: Brand                 | | BDA-Hist.: Q38137298 Status: § 2a Stand der BDA-Liste: 2025-06-30 Name: Volksschule GstNr.: .338 Volksschule Brand                                                             |
| ja   | Datei hochladen | Kapelle Herz Jesu HERIS-ID: 61001 Objekt-ID: 73399                                | Innertal Standort KG: Brand                 | Die rechteckige Kapelle mit Dreiachtel-Abschluss wurde im Jahr 1914 erbaut. Im Innenraum steht ein neugotischer Altar. | BDA-Hist.: Q38093930 Status: § 2a Stand der BDA-Liste: 2025-06-30 Name: Kapelle Herz Jesu GstNr.: 1420                                                                         |